# 不破光治
不破 光治（ふわ みつはる、? - 天正11年（1583年）以降?）は、戦国時代から安土桃山時代にかけての武将。斎藤氏・織田氏の家臣。不破直光（勝光）、不破広綱（源六）の父。太郎左衛門尉・河内守。西美濃四人衆の一人。

## 概要

### 出自
家系には諸説あるが、不破隼人藤原直家の後裔とする説や清和源氏の棟梁・淳武微子の後裔・源為義の後裔・松井蔵人直家の子・直重が「不破隼人佐」を称したのに始まるとする説がある他、山城国の南宮神社社家の一である松井直家が美濃国不破郡府中村に移住して不破氏を名乗ったとする説がある。
美濃西保城主。早くから美濃国の戦国大名・斎藤氏に仕え、稲葉良通・安藤守就・氏家直元の3人と共に西美濃四人衆といわれることもある。他の3人とは違い斎藤氏に最後まで忠節を尽くしたが、斎藤氏滅亡後は織田信長に仕えた。

### 織田信長の家臣
『 浅井三代記』によると、近江小谷城へ赴き浅井氏の家臣・安養寺経世と内談して信長の妹・お市と浅井長政との婚約をまとめ、輿入れの際には内藤勝介と共にお市の方に供奉したという が、同書は元禄年間に出版された軍記物で同時代の史料ではないことに留意する必要がある。
永禄11年（1568年）7月、信長が越前国の朝倉義景に庇護されていた足利義昭の呼びかけに応じて上洛を決意すると、和田惟政・村井貞勝・島田秀満と共に義昭を越前まで迎えに赴き、上洛戦で江北が平定されたときも、立政寺で待機していた義昭を迎えに派遣された。
その後は永禄12年（1569年）8月の大河内城の戦い、元亀元年（1570年）6月の小谷城攻め、同年9月の志賀の陣、元亀2年（1571年）9月の伊勢長島攻め、元亀3年（1572年）4月の交野城後ろ巻き、元亀4年（1573年）7月の槇島城の戦い、天正元年（1573年）8月の一乗谷城の戦い に参陣した。天正2年（1574年）には、越前の前波吉継が殺害されたのを受け、羽柴秀吉や丹羽長秀らと敦賀へ出陣、同年6月の伊勢長島攻めにも参陣した。

### 府中三人衆
天正3年（1575年）8月、越前一向一揆平定戦に参陣し、一揆平定後に越前8郡は柴田勝家に預けられ、光治は佐々成政・前田利家と共に同国府中の2郡を治めながら、勝家に対する目付を務めることとなって、府中三人衆と呼ばれた。光治は同国竜門寺城を居城とした。以後は勝家の与力としても活動するようになり、天正5年（1577年）8月の勝家を総大将とした加賀国平定戦には、三人衆そろって参陣。天正9年（1581年）2月の京都御馬揃えにも、勝家に率いられた「越前衆」の一武将として利家らと共に参加していたが、上杉景勝が越中国に侵入して小出城を包囲したとの報せが入り、勝家以下越前衆は直ちに出陣するよう命じられた。
しかし、完全に柴田勝家の指揮下に固定されたわけではなく、天正5年（1577年）2月からの雑賀攻め、天正6年（1578年）11月からの有岡城の戦い、天正9年（1581年）3月15日の越中・加賀への出陣、9月の伊賀攻め にも動員された。
越前国において死去したが、その年月日には天正8年（1580年）12月14日、天正9年（1581年）11月8日、とも、1583年11月に成立した柴田合戦記曰く、1583年4月に秀吉に不破河内守が降伏とあるので天正11年（1583年）以降の諸説がある。法名は雲樹道無大居士。子の直光が後を継いだ。

## 家系の異説など
加賀藩士で源六の直系・不破篤敬が編纂した「不破氏家牒」には、「不破広綱と不破光治は別の族である」と記されている。加賀前田家の史料等から、不破源六は權内綱村の嫡男で、小牧・長久手の戦い終盤の通称「竹ヶ鼻城の水攻め」の時には、親子で城内に籠もり、一月に及ぶ戦いを乗り越えた。城の明渡の前に秀𠮷が利家に宛てた書簡で、「綱村の子である源六には目をかけていた。（竹ヶ鼻城の水攻めで）殺すには忍びない。」とある。また、綱村、広綱の家系では、関東宇都宮氏と同様に「綱」の一字を用いている。光治と源六、その子孫は加賀前田家に仕えることになり、馬回し組などを共に勤めた。その後、不破源六の子孫の中には分藩した富山藩にも仕えている。

## 光治が登場する作品
テレビドラマ
- 信長 KING OF ZIPANGU（1992年、NHK大河ドラマ、演：石山律雄）
- 利家とまつ〜加賀百万石物語〜（2002年、NHK大河ドラマ、演：五木ひろし）

漫画
- 信長の忍び（2008年-、アニメ版演：一条和矢）